# Hejtman
Hejtman är en sjö i Tjeckien.   Den ligger i regionen Södra Böhmen, i den centrala delen av landet, 130 km söder om huvudstaden Prag. Hejtman ligger 461 meter över havet. Arean är 0,65 kvadratkilometer. Den ligger vid sjön Staňkovský Rybník. I omgivningarna runt Hejtman växer i huvudsak blandskog. Den sträcker sig 1,9 kilometer i nord-sydlig riktning, och 1,5 kilometer i öst-västlig riktning.
Följande samhällen ligger vid Hejtman:
- Chlum u Třeboně (2 183 invånare)
- Staňkov (236 invånare)